# Južskij rajon
LoJužskij rajon (in russo Южский район?) è un rajon dell'Oblast' di Ivanovo, nella Russia europea; il capoluogo è Juža. Istituito nel 1929, ricopre una superficie di 1.341 chilometri quadrati e nel 2010 ospitava una popolazione di circa 26.000 abitanti.